# 체이서 (1994년 영화)
《체이서》(영어: Chasers)는 미국에서 제작된 데니스 호퍼 감독의 1994년 코미디 영화이다. 2010년에 사망한 호퍼의 마지막 영화 연출작이다. 톰 베런저 등이 출연하였고, 제임스 G. 로빈슨 등이 제작에 참여하였다.

## 출연진
- 톰 베런저
- 윌리엄 맥너마라
- 에리카 얼레니액
- 크리스핀 글러버
- 데니스 호퍼
- 게리 뷰시
- 시모어 커셀
- 딘 스톡웰
- 비티 슈램
- 매슈 글레이브
- 그랜드 L. 부시

## 기타 제작진
- 공동 제작: 다비드 위스니에비츠
- 협력 제작: 조 버티어, 존 라이스
- 배역: 메리 조 슬레이터
- 미술: 로버트 피어슨
- 의상: 마이클 T. 보이드

## 기타 정보
- 수입: 우진필름